# Station Logelbach
Station Logelbach is een spoorwegstation in de Franse gemeente Wintzenheim. Het station staat in het uiterst noordoosten van de gemeente, in de wijk Logelbach op de grens met Colmar en Ingersheim.